# 뉴 재팬 컵
뉴 재팬 컵은 신일본 프로레슬링의 페이 퍼 뷰로서 2005년부터 개최되었다. 16인 토너먼트로 열리며 우승 시, IWGP 월드 헤비웨이트 챔피언십, IWGP 인터콘티넨탈 챔피언십, NEVER 오픈웨이트 챔피언십 중 하나의 챔피언십에 도전할 수 있다.

## 결과
굵은 표시로 된 선수는 챔피언십 도전하여 승리한 경우이다.
| 연도   | 우승자          | 도전 챔피언십                             | 당시 챔피언                               | 비고                                      |
| ------ | --------------- | ----------------------------------------- | ----------------------------------------- | ----------------------------------------- |
| 2005년 | 타나하시 히로시 | 우승자에 대한 챔피언십 도전 기회가 없었음 | 우승자에 대한 챔피언십 도전 기회가 없었음 | 우승자에 대한 챔피언십 도전 기회가 없었음 |
| 2006년 | 자이언트 버나드 | IWGP 월드 헤비웨이트 챔피언십             | 브록 레스너                               |                                           |
| 2007년 | 나가타 유지     | IWGP 월드 헤비웨이트 챔피언십             | 타나하시 히로시                           |                                           |
| 2008년 | 타나하시 히로시 | IWGP 월드 헤비웨이트 챔피언십             | 나카무라 신스케                           |                                           |
| 2009년 | 고토 히로오키   | IWGP 월드 헤비웨이트 챔피언십             | 타나하시 히로시                           |                                           |
| 2010년 | 고토 히로오키   | IWGP 월드 헤비웨이트 챔피언십             | 나카무라 신스케                           |                                           |
| 2011년 | 나가타 유지     | IWGP 월드 헤비웨이트 챔피언십             | 타나하시 히로시                           |                                           |
| 2012년 | 고토 히로오키   | IWGP 월드 헤비웨이트 챔피언십             | 오카다 카즈치카                           |                                           |
| 2013년 | 오카다 카즈치카 | IWGP 월드 헤비웨이트 챔피언십             | 타나하시 히로시                           |                                           |
| 2014년 | 나카무라 신스케 | IWGP 인터콘티넨탈 챔피언십                | 타나하시 히로시                           | IWGP 인터콘티넨탈 챔피언십 도전 가능      |
| 2015년 | 이부시 코타     | IWGP 월드 헤비웨이트 챔피언십             | AJ 스타일스                               | NEVER 오픈웨이트 챔피언십 도전 가능       |
| 2016년 | 나이토 테츠야   | IWGP 월드 헤비웨이트 챔피언십             | 오카다 카즈치카                           |                                           |
| 2017년 | 시바타 카츠요리 | IWGP 월드 헤비웨이트 챔피언십             | 오카다 카즈치카                           |                                           |

## 같이 보기
- 신일본 프로레슬링